# Damian McGinty
Damian McGinty (född September 9, 1992) , är från Derry, Nordirland  Han har den yngsta medlem i bandet Celtic Thunder, blev medlem i augusti 2007, bara ett par veckor innan han fyllde 15. McGinty vann sin första sångtävlingen vid fem års ålder. Han spelade in första Celtic Thunder album när han var fjorton år gammal. McGinty listar Michael Buble, Dean Martin och Frank Sinatra bland sina inspirationskällor. Han hade en gäst huvudroll i  tredje säsongen i  Fox  TV-show   Glee . Han debuterade på  Glee  säsong 3 episod 4. Även ursprungligen tilldelats sju episoder, hans run-time senare förlängdes till 21 episoder inklusive ett gästspel i säsong 4. Under sommaren 2013, Damian följde Paul Byrom på "The Me and My Shadow" Tour. McGinty också uppträtt som en speciell gäst på Ethan Bortnick 's "The Power of Music" PBS speciell och Tour.